# Derrubadas
Derrubadas é um município brasileiro do estado do Rio Grande do Sul.

## Geografia
Localiza-se a uma latitude 27°15'53" sul e a uma longitude 53°51'39" oeste, estando a uma altitude de 485 metros.
Possui uma área de 365,44 km² e sua população estimada em 2004 era de 3.325 habitantes. 

É um município que conta com as águas do rio Uruguai e que tem fronteira fluvial com a Argentina. Além disso, a nordeste, parte do seu território faz divisa fluvial com o estado de Santa Catarina. 

Derrubadas é a  Terra do Salto do Yucumã uma das maravilhas naturais do estado do Rio Grande do Sul.

## Bandeira municipal
O Brasão do Município de Derrubadas foi instituído pela Lei Municipal nº 027/93.
Significados:
TORRES: Em número de cinco, simbolizando a independência político-administrativa do Município .
SOL: Em cor amarelo, significando o despontar de um novo horizonte, juntamente, com as riquezas do Município.
MATAS: Em cor verde, simbolizando vida, preservação da natureza, meio ambiente e campos do Município.
SALTO: Em cor azul, identificando o Turismo Ecológico, mostrando o maior Salto em sentido longitudinal do Mundo, com 1800m de extensão e quedas de até 12m de altura, formando um canal variável com 90 a 120m.
CÉU: Em cor azul-celeste, representando a harmonia social e a fraternidade humana da população do Município.
TERRA ARADA: Em cor marrom-argila, representa as terras produtivas e o potencial agropecuário do Município.
CULTURAS: Soja, Milho e Trigo: representam as principais cultuas, riquezas extrativas que fundamentam a economia do Municipal.
ARADO – TRATOR: Representam os meios de exploração do solo, manual ou mecanizado.
ESTRELAS: Significam os cinco distritos administrativos do Município: Cedro Marcado, Barra Grande, Linha Concórdia, Três Marcos e Desimigrados.
FAIXA: Traz a denominação do Município e data de sua criação.
CORES PADRÕES DO MUNICÍPIO: Azul e Amarelo.
O Brasão é utilizado como Logotipo do Município, estampado em papéis, bandeiras e outros, identificando Derrubadas perante os demais Municípios Brasileiros.
A instituição do Brasão obedeceu aos princípios da Heráldica ou Parassematografia.